# Васіліос Гордесіані
Васіліос Гордесіані (грец. Βασίλειος Γκορντεζιάνι, груз. ვასილიოს გორდეზიანი; нар. 27 січня 2002, Салоніки, Греція) — грузинський футболіст, нападник боснійського клубу «Сараєво».

## Клубна кар'єра
Васіліос народився у грецькому місті Салоніки, почав займатися футболом в академії місцевого клубу ПАОК. У 2021 році дебютував у складі другої команди за яку провів 45 матчів також за роки перебування в команді зіграв дві гри за основний склад.
Влітку 2024 року Гордесіані перейшов до тбіліського «Динамо».
3 лютого 2025 року, Васіліос на правах оренди перейшов до кінця сезону до боснійського клубу «Сараєво».

## Виступи за збірну
У складі молодіжної збірної Грузії Васіліос Гордесіані дебютував у 2023 році. Учасник молодіжного чемпіонату Європи 2025 року.

## Титули і досягнення
- Володар Кубка Боснії і Герцеговини (1):

«Сараєво»: 2024–2025